# 양자통계역학
양자통계역학(영어: Quantum statistical mechanics)은 양자역학적인 시스템의 앙상블을 다루는 학문을 일컫는다. 고전통계역학에서는 계의 상태가 위상 공간의 한 점으로 나타내어 졌다면, 양자통계역학에서는 힐베르트 공간에서의 벡터인 {\displaystyle |\psi \rangle }로 나타내어진다. 또한 고전통계역학에서의 위상 공간 밀도(위상 공간 상에서의 미시상태의 밀도)는 양자통계역학에서 밀도 연산자 {\displaystyle {\boldsymbol {\rho }}}, 또는 밀도 행렬 {\displaystyle \{\rho _{k',k}\}}에 대응된다. 밀도 연산자는 음이 아니고 자기수반하며 양자역학적 시스템을 기술하는 힐베르트 공간 H에서 대각합이 1이다.

## 기댓값
양자역학에서 관측가능량(observable) {\displaystyle A}의 기댓값은 다음과 같이 나타낼 수 있다.
{\displaystyle \langle \mathbf {A} \rangle _{QM}=\langle \psi _{E}^{(i)}|\mathbf {A} |\psi _{E}^{(i)}\rangle }
여기서 {\displaystyle \mathbf {A} }는 관측가능량 {\displaystyle A}에 대응되는 연산자이고 E는 기저벡터가 에너지의 고유벡터들로 선택되었다는 것을 나타내며, (i)는 쓰인 벡터가 i번째 기저벡터임을 나타낸다.
한편, 동일한 계를 여러 번 관측했을 때의 통계적인 기댓값은 다음과 같다.
{\displaystyle \langle \mathbf {A} \rangle =\sum _{i}\rho _{i}\langle \psi _{E}^{(i)}|\mathbf {A} |\psi _{E}^{(i)}\rangle }

## 밀도 연산자
임의의 기저공간의 기저벡터가 {\displaystyle |\phi _{k}\rangle }라고 하면, 다음과 같이 밀도 행렬의 성분 {\displaystyle \rho _{k',k}}과 밀도 연산자를 정의할 수 있다.
{\displaystyle \langle \mathbf {A} \rangle =\sum _{k,k'}\rho _{k',k}\langle \phi _{k}|\mathbf {A} |\phi _{k'}\rangle }
{\displaystyle =\sum _{k,k'}\langle \phi _{k'}|{\boldsymbol {\rho }}|\phi _{k}\rangle \langle \phi _{k}|\mathbf {A} |\phi _{k'}\rangle }
{\displaystyle =\sum _{k'}\langle \phi _{k'}|{\boldsymbol {\rho }}\mathbf {A} |\phi _{k'}\rangle }
{\displaystyle ={\mbox{Tr}}({\boldsymbol {\rho }}\mathbf {A} )}
여기서 {\displaystyle {\mbox{Tr}}({\boldsymbol {\rho }}\mathbf {A} )}는 {\displaystyle {\boldsymbol {\rho }}\mathbf {A} }의 대각합이다. 기저벡터를 {\displaystyle |\phi _{k}\rangle }로 잡았을 때 {\displaystyle \rho _{k',k}}는 밀도 행렬의 {\displaystyle k',k}번째 성분에 해당되며, 밀도 연산자와는 아래와 같은 관계를 가진다.
{\displaystyle \rho _{k',k}=\langle \phi _{k'}|{\boldsymbol {\rho }}|\phi _{k}\rangle }
밀도 연산자는 규격화 조건에 의해
{\displaystyle {\mbox{Tr}}({\boldsymbol {\rho }})=\sum _{i}\rho _{i,i}=1}
을 만족하며, 에르미트 연산자이므로
{\displaystyle {\boldsymbol {\rho }}^{\dagger }={\boldsymbol {\rho }}}
도 만족한다.
{\displaystyle {\boldsymbol {\rho }}}의 시간에 대한 편미분이 0이고 {\displaystyle {\mbox{H}}}가 헤밀토니언일 때
{\displaystyle \left[{\mbox{H}},{\boldsymbol {\rho }}\right]=0}
임이 알려져 있고, 따라서 에너지 고유벡터가 가장 편리한 기저벡터이며, 이러한 기저 공간에서 밀도 행렬의 성분은 {\displaystyle \rho _{mn}=\rho _{m}\delta _{m,n}}을 만족하게 된다.

## 작은 바른틀 앙상블
에너지 기저 공간에서의 작은 바른틀 앙상블(microcanonical ensemble)은 다음과 같이 기술된다.
{\displaystyle \rho _{n}=\left\{{\begin{matrix}1/{\Omega },&{\mbox{if }}E\leq E_{n}\leq E+\delta E\\0,&{\mbox{otherwise}}\end{matrix}}\right.}

## 바른틀 앙상블
에너지 기저 공간에서의 바른틀 앙상블은 다음과 같이 기술된다.
{\displaystyle \rho _{n}={\frac {\exp(-\beta E_{n})}{\sum _{m}\exp(-\beta E_{m})}}}
임의의 기저 공간에서는 밀도 연산자를 다음과 같이 쓸 수 있다.
{\displaystyle {\boldsymbol {\rho }}={\frac {\exp(-\beta {\mbox{H}})}{{\mbox{Tr}}(\exp(-\beta {\mbox{H}}))}}}
여기서 {\displaystyle \beta }는 {\displaystyle {\frac {1}{k_{B}T}}}이고, {\displaystyle k_{B}}는 볼츠만 상수, {\displaystyle T}는 절대온도이다. 분모는 바른틀 분배함수 {\displaystyle Z}이므로 아래와 같이 열역학 변수들을 유도할 수 있다.
{\displaystyle {\mbox{U}}=\langle {\mbox{H}}\rangle ={\frac {{\mbox{Tr}}(\exp(-\beta {\mbox{H}}){\mbox{H}})}{{\mbox{Tr}}(\exp(-\beta {\mbox{H}}))}}=-{\frac {\partial }{\partial \beta }}\ln {{\mbox{Tr}}(\exp(-\beta {\mbox{H}}))}}
{\displaystyle =-{\frac {\partial }{\partial \beta }}\ln {Z}}
{\displaystyle {\mbox{S}}=\langle -k_{B}\ln {\boldsymbol {\rho }}\rangle =k_{B}{\mbox{Tr}}({\boldsymbol {\rho }}\ln {\boldsymbol {\rho }})=k_{B}\beta \langle {\mbox{H}}\rangle +k_{B}\ln {Z}}
{\displaystyle {\mbox{F}}={\mbox{U}}-T{\mbox{S}}=-k_{B}T\ln {Z}=-k_{B}T\ln {\mbox{Tr}}(\exp(-\beta {\mbox{H}})){\mbox{S}}}

## 큰 바른틀 앙상블
에너지 기저 공간에서의 큰 바른틀 앙상블은 다음과 같이 기술된다.
{\displaystyle \rho _{n}={\frac {\exp(-\beta (E_{n}-\mu N))}{\sum _{m},N\exp(-\beta (E_{m}-\mu N))}}}
임의의 기저 공간에서는 밀도 연산자를 다음과 같이 쓸 수 있다.
{\displaystyle {\boldsymbol {\rho }}={\frac {\exp(-\beta ({\mbox{H}}-\mu {\boldsymbol {N}}))}{{\mbox{Tr}}(\exp(-\beta ({\mbox{H}}-\mu {\boldsymbol {N}}))}}}
여기에서 {\displaystyle \mu }는 화학 퍼텐셜, {\displaystyle {\boldsymbol {N}}}은 입자 개수 연산자이다. 분모는 큰 바른틀 분배함수 {\displaystyle {\mathcal {Z}}}이다. 엔트로피 {\displaystyle {\mbox{S}}}와 큰 퍼텐셜 {\displaystyle \Phi }는 다음과 같이 구할 수 있다.
{\displaystyle {\mbox{S}}=\langle -k_{B}\ln {\boldsymbol {\rho }}\rangle =k_{B}{\mbox{Tr}}({\boldsymbol {\rho }}\ln {\boldsymbol {\rho }})=k_{B}\beta \langle {\mbox{H}}\rangle -k_{B}\beta \mu \langle {\boldsymbol {N}}\rangle +k_{B}\ln {\mathcal {Z}}}
{\displaystyle \Phi ={\mbox{U}}-T{\mbox{S}}-\mu N=-k_{B}T\ln {\mathcal {Z}}}

## 같이 보기
- 위너 공간